# Daniel Zellhuber
Daniel Olvera Zellhuber (Cidade do México, 7 de julho de 1999) é um lutador mexicano de artes marciais mistas que competiu na categoria peso leve do Ultimate Fighting Championship (UFC).

## Carreira no MMA

### Inicios
Sua carreira como MMA profissional começou no dia 24 de setembro de 2016, no evento JFL 13 da promoção Jasaji Fighting League. Zellhuber enfrentou e derrotou Sergio Vazquez por nocaute técnico no segundo round. Desde então, ele ficou invicto por 11-0 antes de saltar para as grandes ligas.

### Ultimate Fighting Championship
Zellhuber foi contratado pelo UFC através do programa Dana White's Contender Series, no qual enfrentou Lucas Almeida e venceu por decisão unânime.
Ele fez sua estreia na promoção em 17 de setembro de 2022, enfrentando Trey Ogden no UFC Fight Night 210. Perdeu a luta por decisão unânime.
Zellhuber enfrentou Lando Vannata no dia 15 de abril de 2023 no UFC on ESPN 44. Ele venceu a luta por decisão unânime.
Zellhuber enfrentou Christos Giagos no dia 16 de setembro de 2023 no UFC Fight Night 227. Ele venceu a luta por finalização com um estrangulamento anaconda no segundo round.
Zellhuber enfrentou Francisco Prado no dia 24 de fevereiro de 2024 no UFC Fight Night 237. Venceu a luta por decisão unânime.
Zellhuber enfrentou Esteban Ribovics no dia 14 de setembro de 2024 no UFC 306. Em luta bastante acirrada, foi derrotado por decisão dividida. Apesar da derrota, ele conseguiu um bônus para a Luta da Noite.

## Campeonatos e realizações
- Ultimate Fighting Championship
  - Luta da Noite (Duas vezes) vs. Francisco Prado e Esteban Ribovics
  - Performance da Noite (Uma vez) vs. Christos Giagos

## Cartel no MMA
| Cartel no MMA   |             |            |
| 17 lutas        | 15 vitórias | 2 derrotas |
| Por nocaute     | 7           | 0          |
| Por finalização | 3           | 0          |
| Por decisão     | 5           | 2          |

| Res.    | Cartel | Oponente               | Método                                   | Evento                                   | Data       | Round | Tempo | Local                 | Notas                |
| ------- | ------ | ---------------------- | ---------------------------------------- | ---------------------------------------- | ---------- | ----- | ----- | --------------------- | -------------------- |
| Derrota | 15–2   | Esteban Ribovics       | Decisão (divisão)                        | UFC 306                                  | 14/09/2024 | 3     | 5:00  | Las Vegas, Nevada     | Luta da Noite.       |
| Vitória | 15–1   | Francisco Prado        | Decisão (unânime)                        | UFC Fight Night: Moreno vs. Royval 2     | 24/02/2024 | 3     | 5:00  | Cidade do México      | Luta da Noite.       |
| Vitória | 14–1   | Christos Giagos        | Finalização (estrangulamento anaconda)   | UFC Fight Night: Grasso vs. Shevchenko 2 | 16/09/2023 | 2     | 3:26  | Las Vegas, Nevada     | Peformance da Noite. |
| Vitória | 13–1   | Lando Vannata          | Decisão (unânime)                        | UFC on ESPN: Holloway vs. Allen          | 15/04/2023 | 3     | 5:00  | Kansas City, Missouri |                      |
| Derrota | 12–1   | Trey Ogden             | Decisão (unânime)                        | UFC Fight Night: Sandhagen vs. Song      | 17/09/2022 | 3     | 5:00  | Las Vegas, Nevada     |                      |
| Vitória | 12–0   | Lucas Almeida          | Decisão (unânime)                        | Dana White's Contender Series            | 28/09/2021 | 3     | 5:00  | Las Vegas, Nevada     |                      |
| Vitória | 11–0   | Martin Gonzalez        | Nocaute técnico (socos)                  | LUX 013                                  | 7/05/2021  | 1     | 1:12  | Monterrey             |                      |
| Vitória | 10–0   | Alexander Barahona     | Nocaute técnico (cotoveladas e socos)    | iFF 4                                    | 11/12/2020 | 1     | 2:17  | México                |                      |
| Vitória | 9–0    | Miguel Arizmendi       | Finalização (calf slicer)                | LUX 010                                  | 18/09/2020 | 1     | 4:45  | México                |                      |
| Vitória | 8–0    | Gian Franco Cortez     | Nocaute técnico (socos)                  | Combate 38                               | 31/05/2019 | 3     | 1:32  | Lima                  |                      |
| Vitória | 7–0    | Salvador Izar          | Nocaute técnico (joelhadas e socos)      | Combate Monterrey                        | 17/11/2018 | 2     | 1:32  | Monterrey             |                      |
| Vitória | 6–0    | Luis Medrano           | Decisão (unânime)                        | Combate Estrellas 2                      | 20/04/2018 | 3     | 5:00  | Monterrey             |                      |
| Vitória | 5–0    | Brandon Vega           | Finalização (estrangulamento triangular) | JFL - Fight Night 3                      | 28/10/2017 | 1     | 2:45  | Tlalnepantla de Baz   |                      |
| Vitória | 4–0    | Jonathan Fuentes       | Nocaute técnico (socos)                  | Lutador MMA 2                            | 28/07/2017 | 2     | 1:10  | Tlalnepantla de Baz   |                      |
| Vitória | 3–0    | Irving Antonio Uriarte | Nocaute técnico (socos)                  | JFL                                      | 27/05/2017 | 1     | 3:00  | Tlalnepantla de Baz   |                      |
| Vitória | 2–0    | Ivan Plascencia        | Decisão (unânime)                        | JFL 15                                   | 18/03/2017 | 3     | 5:00  | Tlalnepantla de Baz   |                      |
| Vitória | 1–0    | Sergio Vazquez         | Nocaute técnico (socos)                  | JFL 13                                   | 24/09/2016 | 2     | 1:00  | Tlalnepantla de Baz   |                      |